# Czarna Ławka
Czarna Ławka (słow. Čierna lávka, niem. Schwarzer Pass, węg. Fekete-hágó) – znajdująca się na wysokości 1968 m przełęcz w grani głównej Tatr Wysokich, pomiędzy Czarną Kotelnicą w grani Kotelnicy a Niżnim Kosturem (Nižný kostúr). Znajduje się na granicy polsko-słowackiej. Południowe stoki opadają do Doliny Koprowej. Są piarżysto-trawiaste, tylko poniżej przełęczy znajdują się na nich podgraniowe upłazy i niewielki żleb. Stoki północne opadają do Doliny Pięciu Stawów Polskich (w okolice Czarnego Stawu).
Czarna Ławka nie jest najniższym obniżeniem w grani Liptowskich Murów – niżej, na wysokości 1950 m, leży Niżnia Czarna Ławka, znajdująca się na zachód od Czarnej Ławki, po przeciwnej stronie Czarnej Kotelnicy. Geodetom polskim i słowackim nie udało się uzgodnić wysokości, na której znajduje się Czarna Ławka. Witold Henryk Paryski w 1959 r. podawał wysokość 1968 m, w Wielkiej encyklopedii tatrzańskiej w 1995 r. 1969 m, Puškaš w 1981 r. i Bohuš w 1996 r. 1950 m, wojskowa mapa WIG z 1988 r. – 1968,8 m. Trudno przypuszczać, by geodeci tak bardzo różnili się w pomiarach, prawdopodobnie ich pomiary odnoszą się do różnych punktów grani.
W tatrologii słowem ławka określa się zazwyczaj mniej więcej poziomą terenową formację podobną do zachodu lub półki. Później nazwę tę często przenoszono na znajdujące się nad nimi przełęcze i przełączki. Na północnych zboczach Czarnej Ławki rzeczywiście istnieje podobna do zachodu pozioma formacja skalna.

## Historia zdobycia
Przełęcz stanowiła łatwe i od dawna znane góralom przejście z Doliny Pięciu Stawów Polskich do Doliny Ciemnosmreczyńskiej (odnoga Doliny Koprowej). Nie jest znane pierwsze turystyczne przejście. Możliwe, że drogą tą przeszedł Baltazar Hacquet z osobami towarzyszącymi już w 1792 r. Odnotowane jest przejście Leopolda Świerza z towarzyszami 26 lipca 1893 r.

## Przypisy

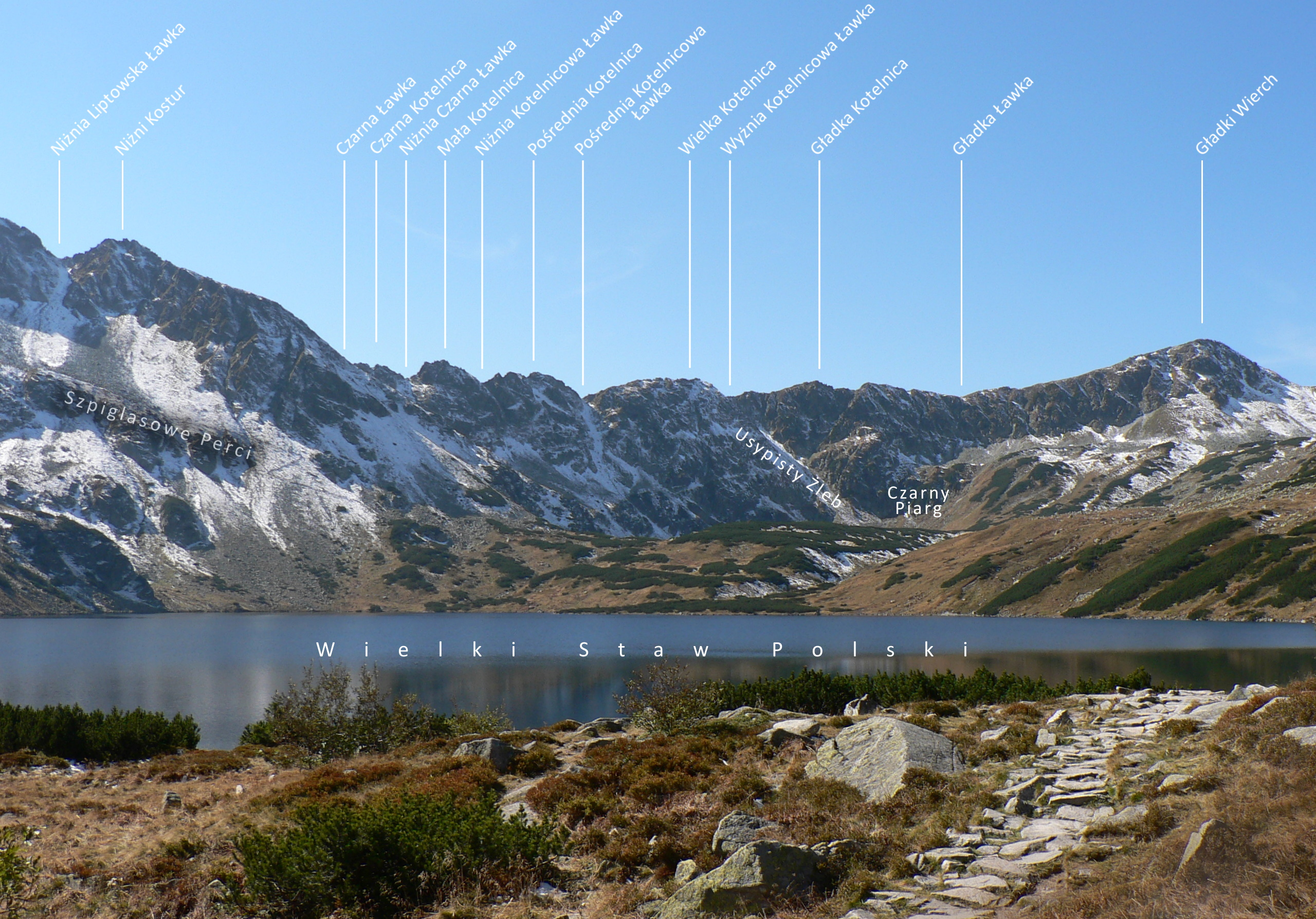
Czarna Ławka i Niżnia Czarna Ławka wśród podpisanych obiektów Liptowskich Murów